# Daniel Ferreira do Nascimento
Daniel Ferreira do Nascimento, född 28 juli 1998, är en friidrottare från Brasilien. Han deltog vid olympiska sommarspelen 2020.